# Jaroslav Mackerle
Jaroslav Mackerle (8. srpna 1913, Jevíčko – 3. listopadu 1964 Svitavy) byl český architekt, výtvarník, amatérský archeolog, historik a etnograf.

## Životopis
V letech 1924–1931 studoval na jevíčském gymnáziu, 1931–1938 pokračoval ve studiu architektury v Brně. Po roce 1948 jako bývalý člen sociální demokracie perzekvován, bylo mu znemožněno vykonávat profesi architekta. Před rokem 1948 projektoval např. budovu záložny v Jevíčku, hřbitovní kapli v Úsobrně, úpravu a pomník hřbitova rudoarmějců ve Vísce u Jevíčka. Po roce 1948 se podílel na projektu a stavbě kostela v Úsobrně. Neuskutečněn zůstal pozdější návrh z let 1962–1963 na adaptaci synagogy v Boskovicích na budovu archivu.
Průkopník amatérského animovaného filmu v Česku, první kreslený film vytvořil už během studií na brněnské architektuře. Snímek s názvem Pejsek Čokl, alegorie na nerovný boj Habešanů proti italské agresi, získal první cenu na celostátní soutěži amatérských filmů v roce 1935 a rok později uspěl také na mezinárodní soutěži v Berlíně. Kromě kresleného filmu se věnoval také linorytu a perokresbě, vytvořil několik desítek ilustrací, z nichž část vyšla také knižně.
Amatérsky se zajímal o archeologii, regionální historii a národopis Malé Hané. Po válce působil jako správce archeologických sbírek jevíčského muzea, později jako pracovník jevíčského městského archivu. Prostudoval archeologické sbírky regionálních muzeí, prováděl archeologickou prospekci a povrchové sběry. Získané poznatky zúročil v publikaci Pravěk Malé Hané (F. Kučera, 1948) a především v rozsáhlé nepublikované práci Stará sídelní oblast severozápadní Moravy (rkp., 1952). Při správě a pořádání jevíčského archivu se důkladně seznámil s dochovanými písemnostmi, to mu umožnilo sepsat podrobného průvodce Archiv města Jevíčka (ONV Moravská Třebová, 1958), ale především knihu Letopis města Jevíčka (Krajské nakladatelství v Brně, 1958, reprint Město Jevíčko, 2008), v níž zpracoval dějiny města do roku 1850. Ještě před válkou vyšla v bibliofilské úpravě kniha Pohádky z okolí Jevíčka (F. Kučera, 1939), doprovozená kolorovanými linoryty. Je také autorem několika časopiseckých článků, jak z oblasti archeologie, tak i regionální historie a etnografie. Posledním, už posmrtně vydaným dílem byla drobná publikace o dějinách hradu Cimburku u Městečka Trnávky. Několik pozoruhodných prací, např. o lidových stavbách nebo malovaných štítech na Malé Hané, zůstalo v rukopisech.
Jaroslav Mackerle zemřel 3. listopadu 1964 na následky zranění, které utrpěl o dva roky dříve, když při opravě svého domu spadl z lešení. Pohřben je na hřbitově v Jevíčku.